# Fabian Ernst
Pour les articles homonymes, voir Ernst.
Fabian Ernst est un footballeur né le 30 mai 1979 à Hanovre en Allemagne.
Ce milieu de terrain fait aussi partie de l'équipe nationale d'Allemagne, menée par Joachim Löw.

## Biographie
Ce titulaire récurrent au Werder Brême (152 matchs en 5 saisons, soit une moyenne de 30 matchs par exercice) et ses équipiers ont créé la surprise en remportant la Bundesliga ainsi que la Coupe d'Allemagne en 2004.
Cette histoire d'amour semblait faite pour durer mais Ernst partira à la fin de saison à Gelsenkirchen, plus particulièrement à Schalke 04, pour retrouver entre autres Mladen Krstajić et Aílton, ses coéquipiers de l'an passé, et démarrer une nouvelle aventure. En hiver 2009 il signera au Beşiktaş JK pour le prix de 8 millions d'euros avec un contrat de trois ans.
Sa première cape remonte au 9 mai 2002 à Fribourg où la Mannschaft avait largement vaincu le Koweït sur le score de sept à zéro.
Il a fait ses grands débuts saison 2006 dans la Ligue des champions, avec huit apparitions. Il avait déjà été aligné à dix reprises et avait marqué un but en Coupe UEFA.
Pourtant il marque relativement peu, à ce jour il totalise 11 réalisations en Bundesliga et 7 en Süper Lig.

## Carrière
- 1998-2000 : Hambourg SV  Allemagne
- 2000-2005 : Werder Brême  Allemagne
- 2005-jan. 2009 : Schalke 04  Allemagne
- jan. 2009-2012 : Beşiktaş JK  Turquie
- 2012-2013 : Kasımpaşa SK  Turquie[2]

## Palmarès
- International allemand (24 sélections, 1 but) depuis le 9 mai 2002 : Allemagne 7 - 0 Koweit
- Champion d'Allemagne en 2004 avec le Werder Brême
- Vainqueur de la Coupe d'Allemagne en 2004 avec le Werder Brême
- Vainqueur de la Coupe de la Ligue allemande en 2005 avec Schalke
- Champion de Turquie en 2009 avec Beşiktaş [3]
- Vainqueur de la Coupe de Turquie en 2009 avec Beşiktaş [4]